# Mantella
Mantella – rodzaj płazów bezogonowych z podrodziny Mantellinae w rodzinie mantellowatych (Mantellidae).

## Zasięg występowania
Rodzaj obejmuje gatunki występujące na Madagaskarze.

## Systematyka

### Etymologia
Mantella: nazwa niejasna, Boulenger nie wyjaśnił etymologii nazwy rodzajowej, najprawdopodobniej jest to zdrobnienie gr. μαντις mantis, μαντεως manteōs „wieszcz, prorok” (tj. żaba drzewna); nie można jednak wykluczyć, że jest to eponim honorujący Gideona Mantella (1790–1852), angielskiego lekarza, geologa i paleontologa (Boulenger we wczesnym etapie swojej kariery badał skamieliny iguanodona, którego naukowego opisu dokonał właśnie Mantell).

### Podział systematyczny
Do rodzaju należą następujące gatunki:
- Mantella aurantiaca Mocquard, 1900 – mantella złota[5], mantella złocista[6]
- Mantella baroni Boulenger, 1888
- Mantella bernhardi Vences, Glaw, Peyrieras, Böhme & Busse, 1994
- Mantella betsileo (Grandidier, 1872)
- Mantella cowanii Boulenger, 1882
- Mantella crocea Pintak & Böhme, 1990
- Mantella ebenaui (Boettger, 1880)
- Mantella expectata Busse & Böhme, 1992 – mantella spodziewana[7]
- Mantella haraldmeieri Busse, 1981
- Mantella laevigata Methuen & Hewitt, 1913
- Mantella madagascariensis (Grandidier, 1872) – mantella madagaskarska[7]
- Mantella manery Vences, Glaw & Böhme, 1999
- Mantella milotympanum Staniszewski, 1996
- Mantella nigricans Guibé, 1978
- Mantella pulchra Parker, 1925
- Mantella viridis Pintak & Böhme, 1988